# Volvariella bakeri
Volvariella bakeri är en svampart som först beskrevs av William Alphonso Murrill, och fick sitt nu gällande namn av Shaffer 1957. Volvariella bakeri ingår i släktet Volvariella och familjen Pluteaceae.   Inga underarter finns listade i Catalogue of Life.